# Центральні Кардамонові гори (національний парк)
Центральний національний парк Кардамонових гір — це охоронна територія в центральній частині Кардамонових гір Камбоджі, що охоплює 4 013,13 км2 (1 549,48 миля2). Він був створений у 1999 році як заповідний ліс під управлінням Управління лісового господарства, а у 2016 році він перейшов в управління до Міністерства навколишнього середовища.

## Фауна
В лісах парку живе велике різноманіття тварин, багато з яких перебувають під загрозою зникнення, зокрема азійський слон, сонячний ведмідь, гімалайський ведмідь, хмарний леопард, кіт рибалка. Також в парку представлені, азійський леопард, леопардова кішка, очеретяний кіт, олень самбар, капелюхові макаки та гібони.